# Sobrado na rua Ana Nery, n.º 4
O Sobrado à Rua Ana Nery, n. 4 é uma edificação localizada em Cachoeira, município do estado brasileiro da Bahia. Foi é na verdade uma residência térrea e foi tombada pelo Instituto do Patrimônio Histórico e Artístico Nacional (IPHAN) em 1943, através do processo de número 246.

## Arquitetura
Casa de porta e janela, provavelmente de meados do século XVIII, inserida num conjunto de semelhantes características arquitetônicas. A planta de forma trapezoidal desenvolve-se através de um corredor lateral, que dá acesso às salas, quarto e à cozinha, situada em um anexo. A exiguidade do lote exige que o programa se desenvolva em dois níveis, abrigando então o sótão e demais quartos. A singeleza desta arquitetura é conferida pela presença do sótão, de pé-direito muito baixo, iluminado pelo frontispício através de duas pequenas janelas, acima das envazaduras do térreo. É recoberta por telhado de duas águas com terminação em beira-saveira.

## Tombamento
Foi tombado pelo IPHAN em 1943, recebendo tombo histórico (Inscrição 203/1943) e tombo de belas artes (Inscrição 269/1943).